# Alfred Hill
Alfred Francis Hill (ur. 16 listopada 1870 w Melbourne, zm. 30 października 1960 w Sydney) – australijski kompozytor.

## Życiorys
W latach 1887–1891 studiował w konserwatorium w Lipsku u Gustava Schrecka, Hansa Sitta i Oscara Paula. Przez dwa lata grał jako skrzypek w lipskiej Gewandhausorchester, po czym w 1892 roku wyjechał do Nowej Zelandii. Osiadł w Wellington, gdzie pracował jako skrzypek i pedagog, komponował i był dyrygentem Wellington Orchestral Society. Od 1906 do 1907 roku był dyrektorem pierwszej profesjonalnej nowozelandzkiej orkiestry, New Zealand International Exhibition Orchestra w Christchurch. Od 1908 roku mieszkał w Sydney. Od 1916 do 1934 roku był wykładowcą New South Wales State Conservatorium. W 1926 roku odwiedził Wielką Brytanię i Stany Zjednoczone, wygłaszając wykłady i dyrygując. W 1934 roku zrezygnował z pracy pedagoga, poświęcając się komponowaniu. W 1947 roku wybrany został na przewodniczącego Australian Composers Society.
Odznaczony Medalem Koronacyjnym Króla Jerzego VI (1937). Oficer Orderu Imperium Brytyjskiego (1953) oraz kawaler Orderu św. Michała i św. Jerzego (1960).

## Twórczość
Twórczość Hilla utrzymana była w duchu romantycznym. Był autorem ponad 500 dzieł, reprezentujących różne gatunki muzyczne. W swoich kompozycjach wykorzystywał elementy muzyki Maorysów i australijskich Aborygenów. Był autorem 9 oper, opartych na tematyce europejskiej, literaturze australijskiej i legendach maoryskich. Symfonie Hilla stanowią najczęściej opracowanie jego dzieł kameralnych.
Był autorem pracy Harmony and Melody (wyd. Londyn 1927).

## Wybrane kompozycje
(na podstawie materiałów źródłowych)

### Utwory orkiestrowe
- 13 symfonii (I Maori 1900, II Joy of Life 1941, III Australia 1951, IV Pursuit of Happiness 1955, V Carnival 1955, VI Celtic 1956, VII 1956, VIII The Mind of Man na orkiestrę smyczkową 1957, IX Melodious na orkiestrę smyczkową 1958, X 1958, XI 1959, XII The Four Nations na orkiestrę smyczkową 1959?, XIII na orkiestrę smyczkową 1959?)
- Koncert na trąbkę (1915)
- Koncert skrzypcowy (1932)
- Koncert altówkowy (1940)
- Koncert fortepianowy (1941)
- Koncert na róg (1947)
- Sonata na trąbkę i orkiestrę

### Utwory kameralne
- 17 kwartetów smyczkowych
- 6 sonat skrzypcowych
- Wind Septet (1950)
- Kwintet fortepianowy Es-dur
- miniatury na skrzypce solo
- ponad 70 utworów fortepianowych

### Utwory wokalno-instrumentalne
- kantata The New Jerusalem (1892)
- kantata Hinemoa, A Maori Legend (1895)
- kantata Tawhaki (1897)
- Msza Es-dur (1931)

### Opery
- Whipping Boy (1893)
- Lady Dolly (1898)
- Tapu (1902–1903)
- A Moorish Maid or Queen of the Riffs (1905)
- Teora – The Weird Flute (1912)
- Giovanni, the Sculptor (1913–1914)
- Rajah of Shivapore (1914)
- Auster (1919)
- The Ship of Heaven (1923)